# Seeta Devi
Seeta Devi, właśc. Renee Smith (ur. 1912, zm. 1983) – indyjska aktorka, jedna z pierwszych gwiazd kina niemego w indyjskim przemyśle filmowym.

## Życiorys
Urodziła się w anglo-indyjskiej rodzinie.
Indyjski aktor i producent Himanshu Rai obsadził ją w filmie w Prem Sanyas (The Light of Asia). Debiut uczynił ją gwiazdą. Później występowała pod szyldem Madan Theatres.
Dwa inne jej znane filmy to Shiraz i Prapancha Pash (A Throw of Dice). Wszystkie trzy (wraz z Prem Sanyas) powstały dzięki współpracy niemieckiego reżysera filmowego Franza Ostena i Himanshu Rai wraz z bawarską firmą Emelka. Filmy powiązane były z trzema różnymi religiami Indii. Prem Sanyas dotyczyło życia Buddy, Shiraz było oparte na historii budowy Tadź Mahal, a Prapancha Pash bazował na opowiadaniu z Mahabharaty. Seeta Devi była główną aktorką we wszystkich tych trzech filmach, chociaż w Shiraz oficjalnie zagrała rolę drugoplanową.
Inne jej filmy, które odniosły sukces, to: Durgesh Nandini, Kapal Kundala i Krishnakanter Will. Były oparte na powieściach Bankima Chandry Chatterjee.
Podobno Renee Smith i jej siostra Percy Smith na przemian występowały jako „Seeta Devi”.